# Byron De La Beckwith
Byron De La Beckwith (Sacramento, California; 9 de noviembre de 1920 - Jackson, Misisipi; 21 de enero de 2001) fue un supremacista blanco estadounidense y miembro del Ku Klux Klan. Es conocido como el asesino condenado del activista por los derechos civiles Medgar Evers.

## Biografía

### Primeros años
Beckwith nació en Sacramento, California. Fue hijo de Susan Southworth Yerger y Byron De La Beckwith Sr., el jefe de correos de la ciudad. Su padre murió de neumonía cuando él tenía 5 años. Un año después, él y su madre se establecieron en Greenwood en el estado de Misisipi, para estar cerca de su familia. Cuando él tenía 12 años, su madre murió de cáncer de pulmón convirtiéndos así en huérfano. Más tarde fue criado por su tío materno, William Greene Yerger, y su esposa.
En enero de 1942, De La Beckwith se alistó en el Cuerpo de Marines de los Estados Unidos, sirviendo como ametrallador en el frente del Pacífico durante la Segunda Guerra Mundial. Luchó en la batalla de Guadalcanal y recibió un disparo en la cintura durante la batalla de Tarawa. Fue dado de baja honorablemente en agosto de 1945. Después Beckwith se mudó a Providence en el estado de Rhode Island, donde se casó con Mary Louise Williams. La pareja se trasladó a su ciudad natal, Greenwood, Misisipi, donde tuvieron un hijo, Delay De La Beckwith. Más tarde se divorciaron y Beckwith se casó posteriormente con Thelma Lindsay Neff.
Beckwith trabajó como vendedor la mayor parte de su vida. Vendió tabaco, fertilizantes, estufas de leña y otros productos. En 1954, tras el fallo de la Corte Suprema de los Estados Unidos en el caso Brown contra el Consejo de Educación,  que declaró inconstitucional la segregación en las escuelas públicas, se unió a una organización recién formada, el Consejo de Ciudadanos Blancos, un grupo que se formó en el estado de Misisipi para oponerse a la integración y mantener a la población negra excluida del sistema político estatal.

### Asesinato de Medgar Evers
Para un supremacista blanco como Beckwith, Medgar Evers era la encarnación de sus peores temores. Trabajando en Misisipi como secretario de campo de la Asociación Nacional para el Progreso de las Personas de Color, Evers fue un destacado portavoz del movimiento por los derechos civiles y sus demandas de igualdad racial. Como tal, a pesar de sufrir amenazas y ataques, Evers, igual que su familia, permanecieron en Jackson, Misisipi.
En la madrugada del 12 de junio de 1963, Evers salía de su coche en su casa cuando recibió un disparo por la espalda. Murió poco después. También se encontró la presunta arma homicida, un rifle, cerca del lugar del crimen. A pesar de que Misisipi ya era en general un foco de conflicto entre segregacionistas y activistas por los derechos civiles, el asesinato atrajo aún así especial atención. Conmocionó a la comunidad afroamericana y estuvo a punto de provocar disturbios. Adicionalmente el presidente John F. Kennedy emitió un comunicado condenando el asesinato, mientras que el FBI asumió el control de la búsqueda del asesino de Evers. Dos semanas después Beckwith fue arrestado por el crimen.

#### Primeros juicios
Al principio las pruebas contra Beckwith parecían abrumadoras, ya que la mira telescópica del rifle de la presunta arma homicida contenía una de sus huellas dactilares, su coche fue visto en un área cerca de la casa de Evers en el momento del asesinato, y además había preguntado a dos taxistas cómo llegar a su casa pocos días antes del asesinato. Sin embargo el ambiente en Misisipi era tal que Beckwith recibió cartas de apoyo y donaciones para su fondo de defensa mientras estaba en prisión. Adicionalmente dos policías también afirmaron haber visto a Beckwith en Greenwood en la noche del asesinato, ciudad que está a más de 145 kilómetros de la ciudad de Jackson. Finalmente, cuando el caso de Beckwith fue llevado a juicio en 1964, el jurado no logró llegar a un veredicto. Se declaró por ello nulo el 7 de febrero de 1964, mientras que un segundo juicio más tarde resultó en otro estancamiento, por lo que fue declarado también nulo el 17 de abril de 1964. Ambos jurados estaban compuestos exclusivamente por blancos.

#### Tercer juicio
Tres años después de los juicios, Beckwith se postuló para vicegobernador y quedó en quinto lugar entre seis candidatos, con más de 34.000 votos. En 1973, fue declarado culpable de posesión de dinamita sin permiso y recibió por ello cinco años de prisión.
Mientras tanto la viuda de Evers, Myrlie Evers Williams, no desistió en su empeño de llevar al asesino de su esposo ante la justicia. Finalmente, cuando una investigación periodística reveló en octubre de 1989 de que la Comisión de Soberanía, una agencia estatal segregacionista de Misisipi, había manipulado al jurado en 1964, ella presionó para que se celebrara un nuevo juicio. Eso era posible, ya que Beckwith, habiendo sufrido juicios nulos y no una absolución, no estaba sujeto a la doble incriminación. La presión tuvo éxito y causó a que se abriese otra vez el caso.
Finalmente, tras una invastigación de 14 meses dirigida por el fiscal Bobby De Laughter, en el que tuvo que recomponerse todo lo ocurrido desde la nada, el 19 de diciembre de 1990 Beckwith fue acusado por el asesinato de Evers por tercera vez. Luego, tras años de maniobras legales, fue sometido a juicio nuevamente en enero de 1994. Si bien Beckwith había negado sistemáticamente haber disparado a Evers en declaraciones públicas, no había sido tan cauto en privado. Testigos, que no declararon en los juicios anteriores, declararon en el tercer juicio que Beckwith había presumido de haber matado a Evers, a quien calificó como un "perro ladrón de gallinas". Adicionalmente 8 de los 12 miembros del jurado eran esta vez negros. Así, el 5 de febrero de 1994, Beckwith fue declarado culpable del asesinato de Evers y recibió cadena perpetua. Después de la condena él fue enviado a prisión.

### Últimos años
Beckwith apeló la condena bajo el argumento, de que se le había negado su derecho a un juicio rápido. No prosperó. Finalmente, en 1997, el Tribunal Supermo de Misisipi confirmó la condena. De esa manera permaneció en prisión hasta su fallecimiento a los 80 años en el Centro Médico Universitario de Jackson el 21 de enero de 2001, el lugar hacia donde fue trasladado desde prisión justo antes de su muerte. Murió por enfermedad cardiovascular.

## Cultura popular
Byron De La Beckwith fue interpretado por el actor James Woods en la película Fantasmas del pasado (1996).